# Noureddine El Gourch
Noureddine El Gourch, né le 6 août 1985 à Casablanca, est un footballeur marocain évoluant au poste d'attaquant au CA Khénifra.

## Biographie
Il inscrit sept buts en première division marocaine lors de la saison 2016-2017.